# 突昏
突昏（7世纪？—710年），粟特族，8世纪昭武九姓康国（撒馬爾罕）国王，粟特人称之为伊赫什德，于705年或707年即位，死于710年。唐代史料称其家族为月氏人，王族温姓。笃婆钵提的孙子。
609年，在得知阿拉伯帝国倭马亚王朝将领屈底波·本·穆斯林攻克捕喝（布哈拉）的消息后，突昏派特使承认了倭马亚哈里发的权威。他的两个儿子被派到阿拉伯帝国作为人质。一年后，突昏因其亲阿拉伯的政策而被当地叛乱推翻，他本人被囚禁，王位由另一位粟特王子乌勒伽继承。不久后，突昏自杀死亡。他的两个儿子逃到另一个粟特统治者戴瓦什提契在彭吉肯特的宫廷，在那里他们受到了优待。
《唐会要·卷九十九》记载唐中宗神龙年间，泥涅师师去世，他的儿子突昏登上王位，被唐朝册封。《新唐书·卷二百二十一下·西域传》称笃娑钵提死后，泥涅师师继承王位，泥涅师师死后，康国人立突昏为王。并将开元六年（718年），派遣使者献锁子铠甲、水晶杯、玛瑙瓶、驼鸟卵、侏儒、胡旋女子等的康国王，记载为突昏。